# オロパタジン
オロパタジン (Olopatadine）は、第二世代抗ヒスタミン薬の一種であり、アレルギー性の蕁麻疹や皮膚瘙痒感の治療に用いられる。商品名アレロック（内用剤）で2001年3月に発売され、日本国内では協和キリンより塩酸塩錠・OD錠・顆粒剤が発売されていて、後発医薬品もある。
また点眼薬として商品名パタノールは、アレルギー性結膜炎に使用され、日本ではノバルティスファーマより2006年10月に製造販売されている。国際誕生は1996年12月。世界では点鼻薬もあり、アレルギー性鼻炎の鼻症状（鼻詰まり、鼻水等）の治療に用いられる。開発コードKW-4679。

## 効能・効果
錠剤（成人・小児）
アレルギー性鼻炎、蕁麻疹、皮膚疾患に伴う瘙痒（湿疹・皮膚炎、痒疹、皮膚瘙痒症、尋常性乾癬成人のみ、多形滲出性紅斑成人のみ）
点眼液
アレルギー性結膜炎

## 副作用
オロパタジンの副作用発生率は11.0%（小児では5.6%）であり、主な症状は眠気(7.0%)、ALT(GPT)上昇(0.7%)、倦怠感(0.6%)、AST(GOT)上昇(0.5%)、口渇(0.4%)等である。小児では他に、白血球増多(0.2%)、嘔気(0.1%)等が見られる。その他0.1%以上に発生する副作用として、発疹、頭痛、眩暈、腹痛、嘔気、下痢、リンパ球減少、尿潜血等が記載されている。
稀に、劇症肝炎を発症することがある。服用した者に死亡例が発生した事から、日本の厚生労働省は販売元に対し医師向け添付文書の改訂を指示した。その結果重大な副作用 として、劇症肝炎、肝機能障害、黄疸が記載された。

## 作用機序

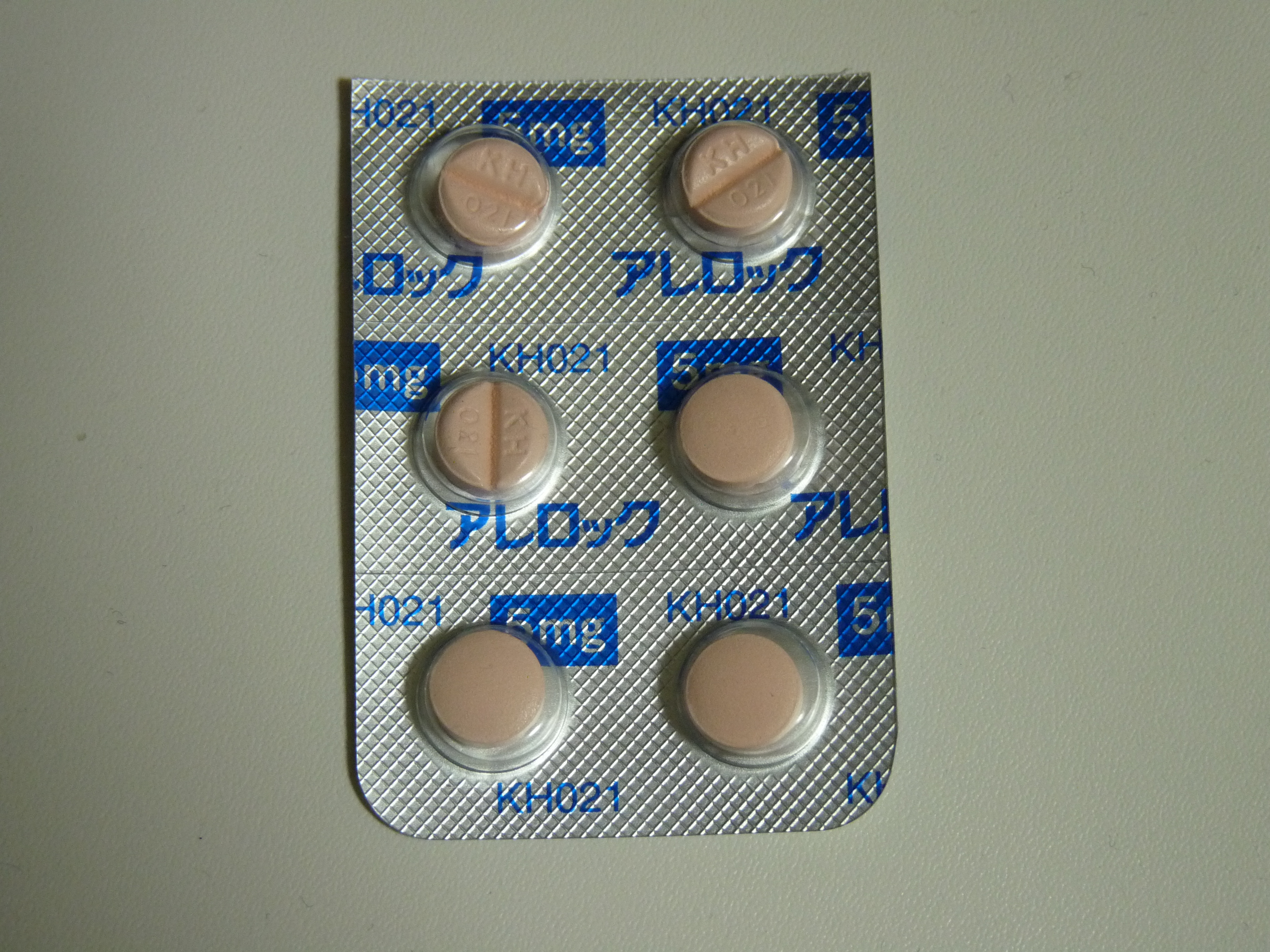
アレロック錠剤(5mg)

ヒスタミンH1受容体拮抗作用と、肥満細胞からのヒスタミン、ロイコトリエン、トロンボキサン等のケミカルメディエーター遊離抑制作用を持つ。アレルギー症状を抑えるため、くしゃみや鼻水、蕁麻疹や痒みに有効である。対症療法であり、アレルギー自体を完治させることはできない。
ヒスタミンH1受容体拮抗作用
オロパタジンはヒスタミンH1受容体選択的阻害薬である。ラット、モルモット組織を用いた実験では、H1受容体への親和性（Ki）は16±0.35（nmol/L）である一方、ムスカリン受容体に対してはKi(M1)=9,000±190、Ki(M2)=19,000±330 であった。
1. ↑  数字か小さい程、親和性が高い。

ケミカルメディエーター遊離抑制作用
- ヒト結膜上皮細胞を用いた実験では、ヒスタミン応答性のIL-6、IL-8の分泌亢進を抑制した[3]。
- ラット肥満細胞を用いた実験で、抗原刺激性のヒスタミン遊離が抑制された[4]。
- ラット腹腔浸出細胞を使った実験では、ペプチドロイコトリエンおよびLTB4遊離の抑制が見られた[4]。
- ヒト好中球を用いた実験で、アラキドン酸遊離が抑制された[5]。
- ヒト好中球での血小板活性化因子(PAF)の産生ならびにLTB4、TXB2の遊離を抑制した[5][6]。
- ヒト好酸球でのペプチドロイコトリエン遊離抑制力（濃度）は、ケトチフェンの8.8倍であった[5]。
- モルモット摘出主気管支筋標本を電気刺激すると、アセチルコリンによる収縮を抑制せず、タキキニン（英語版）（の遊離）による収縮を抑制した[7]。

## 類似する医薬品
商品名アレロックに類似する医薬品として、アテレック (一般名:シルニジピン)が存在する。持続性Ca拮抗降圧剤であり効能効果が全く異なるため注意を要する。

## 種類
- 錠剤：2.5mg、5mg
- OD錠：2.5mg、5mg
- 顆粒：0.5%
- 点眼液：0.1%